# FDGB-Bezirkspokal 1965/66
Im FDGB-Bezirkspokal der Saison 1965/66 wurden wie im Vorjahr Finalspiele in den einzelnen Bezirken ausgetragen, deren Sieger für den FDGB-Pokal 1966/67 teilnahmeberechtigt waren.

## Geschichte
Der Spielbetrieb in den 15 Bezirken wurde vom jeweiligen Bezirksfachausschuss (BFA) durchgeführt, in denen die Mannschaften unterhalb der beiden höchsten Spielklassen (DDR-Oberliga und DDR-Liga) im Ligasystem auf dem Gebiet des Deutschen Fußball-Verbandes (DFV) spielberechtigt waren.
Mit der SG Lichtenberg 47 konnte in dieser Spielzeit eine Mannschaft den Pokalsieg aus dem Vorjahr verteidigen, was die BSG Chemie Schwarza durch eine Final-Niederlage verpasste. Die ASG Vorwärts Perleberg verlor ihr zweites Finale in Folge.
Das Double von Meisterschaft und Pokalsieg erreichte die BSG CM Veritas Wittenberge und die BSG Kali Werra Tiefenort, was die BSG Motor Stralsund durch eine Final-Niederlage gegen die TSG Wismar II verpasste.

## FDGB-Bezirkspokalendspiele
|                         | Bezirkspokalendspiele (Saison 1965/66) |
| Bezirk Rostock          | Sonntag, den 22. Mai 1966 in Tessin TSG Wismar II – BSG Motor Stralsund 3:2 |
| Bezirk Schwerin         | Samstag, den 30. April 1966 in Wittenberge BSG CM Veritas Wittenberge – ASG Vorwärts Perleberg 4:2 |
| Bezirk Neubrandenburg   | Samstag, den 25. Juni 1966 in Anklam BSG Nord Max Matern Torgelow – BSG Post Neubrandenburg II 2:0 |
| Bezirk Potsdam          | Hinspiel: Sonntag, den 05. Juni 1966 in Kirchmöser BSG Lokomotive Kirchmöser – BSG Rotation Babelsberg 2:1 Rückspiel: Sonntag, den 12. Juni 1966 in Babelsberg BSG Rotation Babelsberg – BSG Lokomotive Kirchmöser 4:3 |
| Ost-Berlin              | Donnerstag, den 19. Mai 1966 im Hans-Zoschke-Stadion von Ost-Berlin vor 1.000 Zuschauern SG Lichtenberg 47 – BSG Einheit Weißensee 3:1 n. V.                                                                           |
| Bezirk Frankfurt (Oder) | Samstag, den 30. April 1966 in Seelow BSG Stahl Eisenhüttenstadt II – ASG Vorwärts Storkow 1:0 |
| Bezirk Magdeburg        | Samstag, den 04. Juni 1966 in Haldensleben BSG Empor Tangermünde – BSG Traktor Klötze 0:1 |
| Bezirk Halle            | Mittwoch, den 15. Juni 1966 in Halle/Saale BSG Stahl Helbra – BSG Stahl Thale 4:1 |
| Bezirk Leipzig          | Samstag, den 28. Mai 1966 in Frohburg BSG Aktivist Zwenkau – BSG Motor Schkeuditz 3:0 |
| Bezirk Cottbus          | Hinspiel: Samstag, den 18. Juni 1966 in Großräschen BSG Aufbau Großräschen – BSG Chemie Döbern 2:0 Rückspiel: Samstag, den 25. Juni 1966 in Döbern BSG Chemie Döbern – BSG Aufbau Großräschen 0:1                      |
| Bezirk Dresden          | Samstag, den 11. Juni 1966 in Löbau BSG Lokomotive Zittau – BSG Stahl Freital 2:1 |
| Bezirk Karl-Marx-Stadt  | Freitag, den 22. April 1966 in Augustusburg ASG Vorwärts Marienberg – BSG Motor Hohenstein-Ernstthal 1:0 |
| Bezirk Erfurt           | Mittwoch, den 15. Juni 1966 in Bad Langensalza SG Dynamo Erfurt – BSG Traktor Breitenbach 1:0 |
| Bezirk Gera             | Mittwoch, den 09. Juni 1966 in Hermsdorf FC Carl Zeiss Jena II – BSG Chemie Schwarza 2:1 |
| Bezirk Suhl             | Mittwoch, den 29. Juni 1966 in Wasungen BSG Kali Werra Tiefenort – BSG Motor Veilsdorf 3:0 |